# Ekknotterskinn
Ekknotterskinn (Hyphodontia quercina) är en svampart som först beskrevs av Christiaan Hendrik Persoon, och fick sitt nu gällande namn av J. Erikss. 1958. Hyphodontia quercina ingår i släktet Hyphodontia och familjen Schizoporaceae.   Inga underarter finns listade i Catalogue of Life.
I den svenska databasen Dyntaxa används istället namnet Xylodon quercinus för samma taxon.  Arten är reproducerande i Sverige.